# Ánh sáng Phoenix

Một bức vẽ về vật thể do nhân chứng Tim Ley tạo ra xuất hiện trên tờ USA Today.

Ánh sáng Phoenix, còn được gọi là Ánh sáng trên bầu trời Phoenix, là một loạt các vật thể bay không xác định do công chúng bắt gặp rộng rãi được quan sát trên bầu trời các bang phía tây nam Hoa Kỳ Arizona và Nevada, và bang Sonora của Mexico vào ngày 13 tháng Ba năm 1997.
Hàng nghìn người đã nhìn thấy ánh sáng với những miêu tả khác nhau trong khoảng thời gian từ 7:30 tối đến 10:30 tối giờ miền Núi Hoa Kỳ, trong không gian khoảng 300 dặm (480 km), từ Nevada, qua Phoenix, đến rìa Tucson. Có hai sự kiện riêng biệt liên quan đến vụ việc: các ánh sáng theo đội hình tam giác được nhìn thấy đi qua bang, và một loạt các ánh sáng không chuyển động được nhìn thấy trong khu vực Phoenix. Lực lượng Không quân Hoa Kỳ nhận dạng nhóm ánh sáng thứ hai là pháo sáng do máy bay A-10 Warthog thả xuống khi đang thực hiện bài tập huấn luyện tại dãy Barry Goldwater ở tây nam Arizona. Các nhân chứng tuyên bố đã quan sát thấy một UFO hình chữ V khổng lồ, có chứa năm đèn hình cầu hoặc có thể là động cơ phát sáng. Fife Symington, thống đốc Arizona vào thời điểm đó, nhiều năm sau cho biết ông đã chứng kiến sự việc này, mô tả vật thể đó là "từ thế giới khác."
Ánh sáng được báo cáo là đã xuất hiện trở lại vào năm 2007 và 2008, và được cho là lần lượt do pháo sáng quân sự bởi máy bay chiến đấu thả xuống căn cứ không quân Luke và pháo sáng gắn với bóng bay heli do một dân thường thả.

## Dòng thời gian

### Những báo cáo đầu tiên
Vào khoảng 6:55 tối theo giờ Thái Bình Dương tiêu chuẩn (7:55 tối giờ miền Núi tiêu chuẩn), một người đàn ông cho biết đã nhìn thấy một vật thể hình chữ V ở phía trên bầu trời Henderson, Nevada. Ông nói rằng nó có kích thước bằng "kích thước của một chiếc (máy bay Boeing) 747", nghe giống như "gió thổi ào ào", và có sáu đèn chiếu sáng trên viền phía trước của nó. Các đèn sáng được báo cáo là đã đi dọc theo hướng Tây Bắc đến Đông Nam.
Một cựu cảnh sát không rõ danh tính từ Paulden, Arizona, được cho là người tiếp theo báo cáo bắt gặp vật thể, sau khi rời khỏi nhà vào khoảng 20:15 giờ miền Núi tiêu chuẩn. Khi đang lái xe về phía bắc, anh ta được cho là đã nhìn thấy một cụm ánh sáng màu đỏ hoặc cam trên bầu trời, bao gồm bốn ánh sáng cùng nhau và ánh sáng thứ năm theo sau chúng. Mỗi ánh sáng riêng lẻ trong đội hình, theo như nhân chứng báo cáo đã chứng kiến, bao gồm hai nguồn ánh sáng màu cam riêng biệt. Anh trở về nhà và quan sát ánh sáng qua ống nhòm cho đến khi chúng biến mất về phía nam dưới đường chân trời.

### Prescott và thung lũng Prescott
Theo báo cáo, ánh sáng cũng được bắt gặp ở các khu vực Prescott và Thung lũng Prescott. Vào khoảng 20:17 giờ miền Núi tiêu chuẩn, những người gọi điện để báo cáo bắt đầu cho rằng vật thể chắc chắn là vật thể rắn vì nó chắn phần lớn bầu trời đầy sao khi nó đi qua.
Devon Lorenz và dì của anh, Jamie Lorenz, đang đứng bên ngoài hiên nhà anh ở Thung lũng Prescott khi họ nhận thấy một cụm ánh sáng ở phía tây-tây bắc so với vị trí của họ. Các ánh sáng tạo thành một hình tam giác, nhưng tất cả chúng đều có màu đỏ, ngoại trừ ánh sáng ở phần mũi của vật thể, có màu trắng rõ rệt. Vật thể, hoặc các vật thể, đã được quan sát trong khoảng hai đến ba phút bằng ống nhòm, sau đó lướt trực tiếp qua những người quan sát, được nhìn thấy "nghiêng sang bên phải", và sau đó biến mất trên bầu trời đêm ở phía đông nam của Thung lũng Prescott. Không thể xác định được độ cao nhưng vật thể khá thấp và không phát ra bất kỳ âm thanh gì.
Trung tâm Báo cáo UFO Quốc gia nhận được báo cáo sau đây từ khu vực Prescott: "Chúng tôi quan sát thấy năm ánh sáng vàng-trắng xếp thành hình chữ "V" di chuyển chậm từ phía tây bắc, băng qua bầu trời về phía đông bắc, sau đó quay gần như thẳng về phía nam và tiếp tục cho đến khi ra ngoài tầm mắt. Đỉnh nhọn của chữ "V" chỉ theo hướng di chuyển. Ba đèn sáng đầu tiên có dạng chữ "V" khá chặt chẽ trong khi hai trong số các điểm sáng lùi xa hơn dọc theo chân chữ  "V" . Trong quá trình chuyển hướng TB-ĐB, một trong các đèn theo sau di chuyển lên và nối với ba đèn và sau đó lùi trở lại vị trí ở sau. Tôi ước tính ba ánh sáng chữ "V" che khoảng 0,5 độ bầu trời và cả nhóm năm ánh sáng che khoảng 1 độ bầu trời."

### Bắt gặp đầu tiên tại Phoenix
Tim Ley và vợ ông, Bobbi, con trai Hal và cháu trai Damien Turnidge nhìn thấy ánh sáng lần đầu tiên khi họ ở trên Thung lũng Prescott, khoảng 65 dặm (100 km) cách xa họ. Thoạt đầu, các ánh sáng đối với họ trông như năm ánh sáng riêng biệt và biệt lập theo hình vòng cung, như thể chúng ở trên một quả bóng bay, nhưng họ sớm nhận ra rằng các ánh sáng dường như đang di chuyển về phía họ. Trong khoảng mười phút tiếp theo, các ánh sáng dường như đến gần hơn, khoảng cách giữa các ánh sáng tăng lên và chúng có dạng hình chữ V lộn ngược. Cuối cùng, khi các ánh sáng trông như cách họ khoảng vài dặm, những nhân chứng mới có thể nhìn ra một hình dạng trông giống như một thước đo của thợ mộc để ở góc 60 độ, với năm ngọn đèn theo đội hình được đặt vào đó, với một ở phía trước và hai ở mỗi bên. Chẳng bao lâu, vật thể có đèn được gắn vào nó dường như đang lao xuống ngay con phố họ sống, cách họ khoảng 100 đến 150 feet (30 đến 45 mét) trên đầu, di chuyển chậm đến mức dường như đang lơ lửng và không có tiếng động. Sau đó, vật thể dường như đi qua trên đầu họ và đi qua một khoảng cách có hình chữ V giữa các đỉnh của dãy núi, và đi về phía Núi Đỉnh Squaw và về phía Sân bay Quốc tế Phoenix Sky Harbour. Các nhân chứng ở Glendale, ngoại ô phía tây bắc Phoenix, đã nhìn thấy vật thể bay qua trên đầu ở độ cao đủ để bị che khuất bởi những đám mây mỏng; lúc này vào khoảng từ 20:30 đến 20:45 giờ miền Núi tiêu chuẩn.

### Đến Phoenix
Khi đội hình tam giác tiến vào khu vực Phoenix, Bill Greiner, một người lái xe chở xi măng chuyển hàng xuống một ngọn núi phía bắc Phoenix, mô tả nhóm đèn thứ hai: "Tôi sẽ không bao giờ như trước nữa. Trước đây, nếu ai đó nói với tôi rằng họ nhìn thấy một UFO, tôi sẽ nói, "Đúng vậy và tôi tin vào Tiên Răng." "Bây giờ tôi đã có một cái nhìn hoàn toàn mới và tôi có thể chỉ là một tài xế xe tải ngu ngốc, nhưng tôi đã thấy một thứ không thuộc về nơi này." Greiner nói rằng ánh sáng lơ lửng trên khu vực này trong hơn hai giờ.

### Sau Phoenix
Một nam thanh niên ở khu vực Kingman đã dừng xe tại một điện thoại trả tiền để trình báo vụ việc. "[Anh] thanh niên, trên đường đến Los Angeles, đã gọi từ bốt điện thoại để báo rằng đã nhìn thấy một cụm sao lớn và kỳ dị đang di chuyển chậm rãi trên bầu trời phía bắc".

### Xuất hiện trở lại vào năm 2008
Vào ngày 21 tháng Tư năm 2008, một lần nữa, các cư dân địa phương đã báo cáo về ánh sáng ở Phoenix. Những ánh sáng này dường như thay đổi từ hình vuông sang hình tam giác theo thời gian. Một người dân ở thung lũng kể lại rằng ngay sau khi ánh đèn xuất hiện thì đã nhìn thấy ba chiếc máy bay phản lực đang tiến về phía tây theo hướng của ánh sáng. Một quan chức từ Căn cứ Không quân Luke phủ nhận bất kỳ hoạt động nào của Không quân Hoa Kỳ trong khu vực. Vào ngày 22 tháng Tư năm 2008, một cư dân của Phoenix nói với một tờ báo rằng những ngọn đèn chỉ là hàng xóm của anh ta thả những quả bóng bay heli có gắn pháo sáng. Điều này được xác nhận bởi một máy bay trực thăng cảnh sát. Ngày hôm sau, một cư dân Phoenix, người giấu tên trong các bản tin, nói rằng anh ta đã gắn pháo sáng vào bóng bay heli và thả chúng từ sân sau nhà mình.

## Tư liệu ảnh
Những hình ảnh của Ánh sáng Phoenix được chia thành hai loại: hình ảnh về đội hình tam giác được nhìn thấy trước 22:00 giờ miền Núi tiêu chuẩn ở Prescott và Dewey và hình ảnh của sự kiện 22:00 giờ miền Núi tiêu chuẩn tại Phoenix. Hầu như tất cả các hình ảnh được biết đến là của sự kiện thứ hai. Tất cả các hình ảnh đã biết đến đều được tạo ra bằng nhiều loại máy quay phim và máy ảnh thương mại. Không có hình ảnh đã biết nào được chụp bởi thiết bị được thiết kế để phân tích khoa học, cũng như không có bất kỳ hình ảnh nào đã biết nào được chụp bằng công nghệ quang học công suất cao hoặc thiết bị quan sát về đêm.